# 5265 Шадов
5265 Шадов (5265 Schadow) — астероїд головного поясу, відкритий 24 вересня 1960 року.
Тіссеранів параметр щодо Юпітера — 3,180.